# Qoşaqovaq
Qoşaqovaq är en ort i Azerbajdzjan.   Den ligger i distriktet Ağdaş Rayonu, i den centrala delen av landet, 210 km väster om huvudstaden Baku. Qoşaqovaq ligger 84 meter över havet och antalet invånare är 1 083.
Terrängen runt Qoşaqovaq är platt åt sydväst, men åt nordost är den kuperad. Närmaste större samhälle är Ağdaş, 8,1 km söder om Qoşaqovaq. 
Trakten runt Qoşaqovaq består till största delen av jordbruksmark. Runt Qoşaqovaq är det ganska tätbefolkat, med 90 invånare per kvadratkilometer.